# Epimeria ultraspinosa
Epimeria ultraspinosa is een vlokreeftensoort uit de familie van de Epimeriidae. De wetenschappelijke naam van de soort is voor het eerst geldig gepubliceerd in 1999 door Wakabara & Serejo.